# Maria do Rosário
Maria do Rosário Nunes (Veranópolis, 22 de novembro de 1966) é uma professora e política brasileira, atualmente deputada federal pelo Rio Grande do Sul, filiada ao Partido dos Trabalhadores (PT), reconhecida pelo seu trabalho como defensora dos direitos humanos.
Exerceu de 1.º de janeiro de 2011 até 1.º de abril de 2014 o cargo de Ministra da Secretaria de Direitos Humanos da Presidência da República e, atualmente, ocupa uma cadeira na Câmara Federal. Em 2014, foi aprovada para o curso de doutorado em Ciência Política, pela Universidade Federal do Rio Grande do Sul (UFRGS).

## Biografia

### Formação
Maria do Rosário graduou-se em pedagogia pela Universidade Federal do Rio Grande do Sul (UFRGS) em 1993. Em 1999, tornou-se especialista em violência doméstica pela Universidade de São Paulo (USP). Em 2009, tornou-se mestre em educação pela UFRGS, é doutora em Ciência Política também pela UFRGS.

### Carreira política
Iniciou sua trajetória política em 1985 no Partido Comunista do Brasil (PCdoB), pelo qual foi eleita vereadora em Porto Alegre, para a legislatura 1993–1996 com 7555 votos. No ano seguinte à posse, migrou para o Partido dos Trabalhadores (PT), pelo qual conquistou a reeleição em 1996 sendo a vereadora mais votada com mais de 20 mil votos. Maria do Rosário não chegou a concluir o seu segundo mandato na Câmara Municipal, pois em 1998 foi eleita deputada estadual com 77 mil votos, sendo a segunda mais votada no Rio Grande do Sul, na eleição daquele ano.
Em 2003 assumiu o seu primeiro mandato como deputada federal e, em 2006, foi reeleita. Em 2002 teve 143 mil votos e foi reeleita com 110 mil votos, ficando sempre entre os candidatos mais votados do estado. Em 2004, foi candidata a vice-prefeita na chapa encabeçada por Raul Pont. A derrota para José Fogaça tirou o ciclo do PT na cidade de Porto Alegre, que durava desde a vitória de Olívio Dutra em 1988.
No PT já exerceu cargos na direção do partido, em nível municipal e estadual, e concorreu à presidência nacional do partido em 2005 tendo sido derrotada. Foi vice-presidente nacional do PT durante a gestão 2005-2007 e membro da Executiva Nacional (2007-2008). Atua na corrente interna Movimento PT.
Em 2008 foi a candidata do PT para a prefeitura de Porto Alegre. No primeiro turno, após figurar em terceiro lugar nas pesquisas eleitorais, ficou em 2.º lugar, com 22,73% da preferência do eleitorado (179 587 votos), credenciando-se para disputar o segundo turno com José Fogaça, candidato à reeleição. No segundo turno conseguiu 327 799 votos (41,05% do total), sendo derrotada por Fogaça.
Nas eleições de 2010, Maria do Rosário foi barrada pelo Tribunal Regional Eleitoral gaúcho para concorrer a uma possível reeleição. O TRE encontrou problemas com as dívidas da campanha de 2008, quando concorreu à prefeitura de Porto Alegre. Com diversos recursos, inclusive direcionados ao Tribunal Superior Eleitoral (TSE), Maria do Rosário foi absolvida das acusações e pôde concorrer. Tal resposta por parte do TSE, no entanto, só foi divulgada um dia depois das eleições de 3 de outubro. Durante a apuração dos votos, a candidata figurava em último lugar e sem votos. Depois da decisão do TSE, Maria do Rosário foi reeleita para um terceiro mandato com pouco mais de 146 mil votos, sendo a sexta mais votada no Rio Grande do Sul. Ainda durante as eleições de 2010, Maria do Rosário coordenou o programa de governo da então candidata Dilma Rousseff nas áreas de direitos humanos, educação e políticas para as mulheres.

### Secretaria de Direitos Humanos

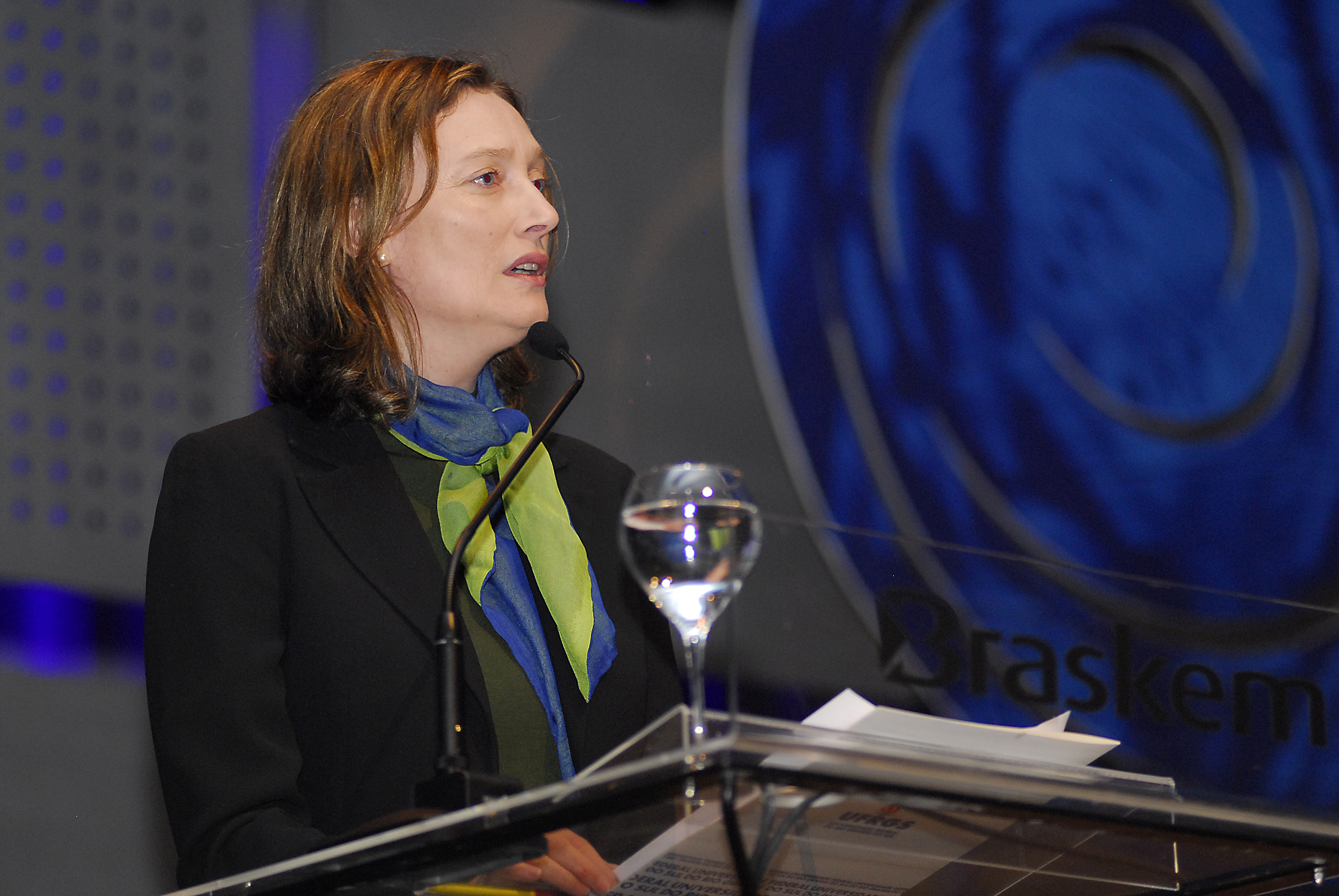
Em discurso como Secretaria de Direitos Humanos, no primeiro mandato de Dilma Rousseff

Em 8 de dezembro de 2010, a presidente eleita, Dilma Rousseff, confirmou a escolha da parlamentar gaúcha para ocupar a Secretaria dos Direitos Humanos da Presidência da República, que tem status de ministério. Ela recebeu, no dia 1 de janeiro de 2011, no Palácio do Planalto, o título de Ministra da Secretaria de Direitos Humanos da Presidência da República entregue por Dilma Rousseff.
Tomou posse no dia 3 de janeiro, pedindo ao Congresso a aprovação do projeto de lei que cria a Comissão da Verdade e prometendo cumprir as metas do 3.º Plano Nacional de Direitos Humanos. Também pediu ao Congresso a aprovação da proposta de emenda constitucional do trabalho escravo, que prevê a expropriação e a destinação para a reforma agrária de todas as terras onde a prática seja encontrada.
Deixou a pasta em 1.º de abril de 2014, sendo substituída pela ministra Ideli Salvatti, que trocou a Secretaria de Relações Institucionais para assumir a Secretaria de Direitos Humanos.

### Processo contra Jair Bolsonaro

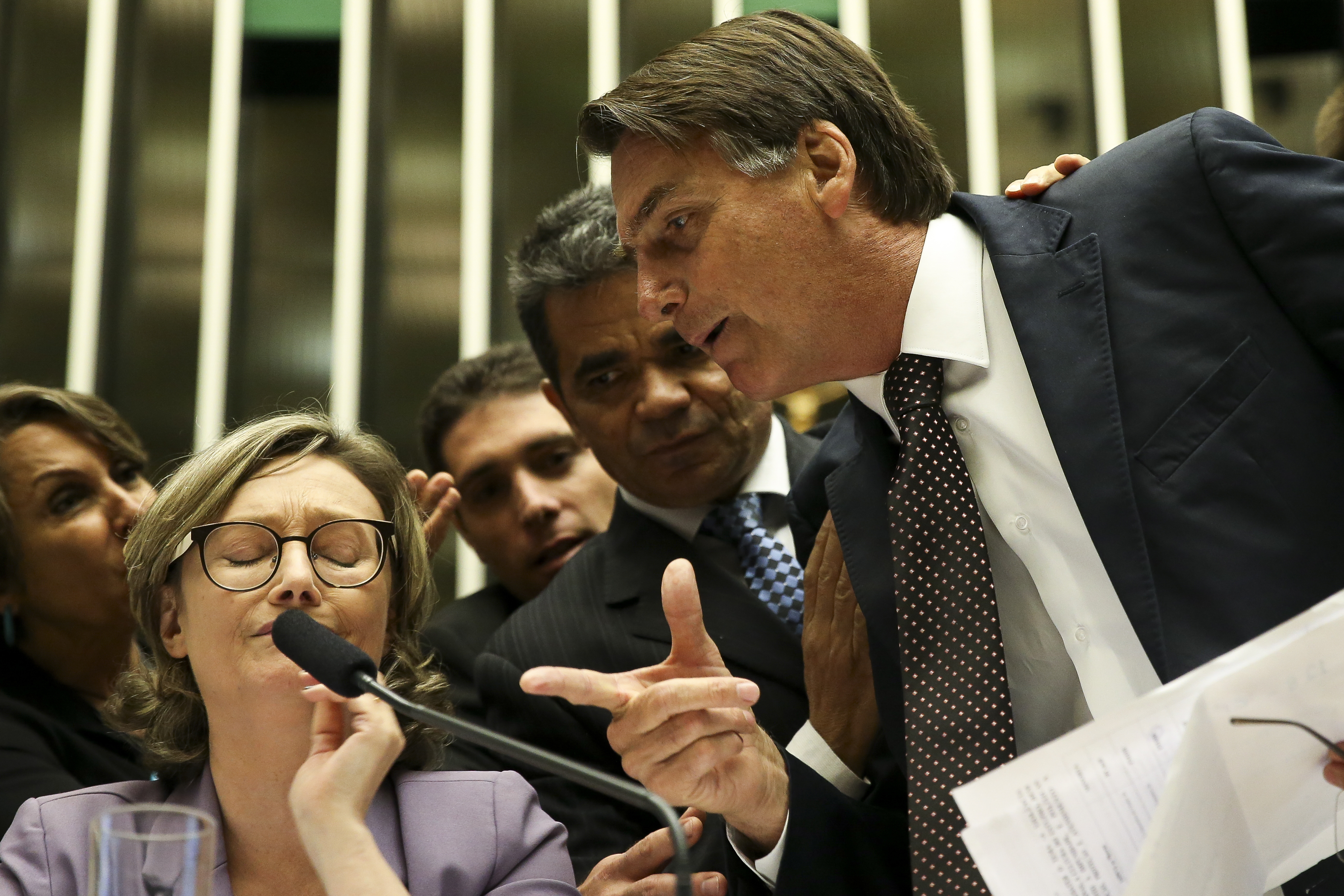
Jair Bolsonaro discutindo com a deputada Maria do Rosário no plenário da Câmara dos Deputados durante discussão sobre a violência contra mulheres e meninas, a cultura do estupro, entre outros assuntos

Em 11 de novembro de 2003, no Salão Verde do Congresso Nacional, Maria do Rosário e o então deputado Jair Bolsonaro (PL-RJ) concediam entrevistas sobre o caso Liana Friedenbach e Felipe Caffé (o crime consistiu na tortura e assassinato do jovem Felipe Silva Caffé, de 19 anos, e da menor Liana Bei Friedenbach, 16 anos, por cinco rapazes, um deles identificado como Roberto Aparecido Alves Cardoso, menor infrator conhecido como "Champinha", além do estupro e tortura desta última por ambos os criminosos). A uma rede de TV, Bolsonaro criticava a lei da maioridade penal, já que o acusado dos crimes era menor de idade, enquanto Maria do Rosário discorria sobre o mesmo assunto para outros repórteres, o que acabou em um bate-boca gravado pelas câmeras de televisão.
O registro mostra Maria do Rosário declarando: "O senhor é que promove essas violências. Promove, sim…". Em seguida, Bolsonaro pede: "Grava isso aí, grava isso aí, me chamando de estuprador". A voz da deputada, ao fundo, afirma: "É, sim, é". Jair Bolsonaro então diz: "Jamais estupraria você porque você não merece".
Em 9 de dezembro de 2014, Maria do Rosário defendeu os membros da Comissão da Verdade no plenário da Câmara. Na sequência, Bolsonaro pediu a palavra e durante a sua manifestação se dirigiu diretamente à deputada: "Não saia, não, Maria do Rosário, fica aí, fica aí. Há poucos dias, no Salão Verde, você me chamou de estuprador, e eu disse que não estupraria você porque você não merece. Fica aqui para ouvir."
Devido a essa discussão Maria do Rosário abriu um processo contra Bolsonaro por quebra de decoro parlamentar, e em, 21 de junho de 2016, o Supremo Tribunal Federal (STF) aceitou a denúncia e o transformou em réu, acusado de incitação ao crime de estupro.

### CPI da Petrobras
Em 9 de abril de 2014, a deputada federal Maria do Rosário protagonizou um bate boca com o deputado federal Delegado Waldir (PSDB) na CPI da Petrobras. Durante o depoimento do tesoureiro do PT João Vaccari Neto no Congresso, Waldir chamou Neto de "maior corrupto e ladrão da história do país" e acusou o PT de "patrocinar a corrupção" no Brasil. Revoltada com as declarações, Maria do Rosário questionou a sanidade mental de Waldir: "O senhor passou no psicotécnico? Como passou no concurso para delegado?"
No início da sessão, Waldir foi acusado pelo deputado Jorge Solla (PT-BA) de suspeita de envolvimento com o ato de um funcionário da Câmara dos Deputados que soltou cinco roedores no Plenário da CPI, assim que Vaccari entrou no recinto. Waldir afirmou na ocasião que processaria o PT, Rosário e Solla.

### Blitz da Lei Seca
Na madrugada de 11 de abril de 2015, durante uma blitz da Operação Balada Segura, a deputada teve o seu veículo retido por estar sem a devida documentação. Mais tarde enalteceu em sua conta do Twitter o trabalho dos fiscais e, por meio da sua assessoria, complementou "Cometi o erro em esquecer a documentação. Agi como deveria. Acatei a fiscalização e punição porque mesmo sendo uma simples distração, é o que dita a Lei".

### Operação Lava Jato
Maria do Rosário foi acusada pelo ex-diretor da Odebrecht (atual Novonor), Alexandrino de Alencar, em acordo de delação premiada, de receber caixa dois da empreiteira na campanha eleitoral de 2010. A deputada defendeu-se das acusações, respondendo que "quem não deve, não teme". O Supremo Tribunal Federal investigou o caso, e em 2018 arquivou o processo por falta de provas.

## Desempenho eleitoral
| Ano  | Eleição                       | Coligação                                                    | Partido | Candidata a       | Votos              | Resultado  |
| ---- | ----------------------------- | ------------------------------------------------------------ | ------- | ----------------- | ------------------ | ---------- |
| 1992 | Municipal de Porto Alegre     | PCdoB, PMDB                                                  | PCdoB   | Vereadora         | 7 555              | Eleita     |
| 1996 | Municipal de Porto Alegre     | Frente Popular (PT, PPS, PCB)                                | PT      | Vereadora         | 20 838             | Eleita     |
| 1998 | Estadual do Rio Grande do Sul | Frente Popular (PT, PSB, PCdoB, PCB)                         | PT      | Deputada estadual | 76 658             | Eleita     |
| 2002 | Estadual do Rio Grande do Sul | Frente Popular (PT, PCdoB, PCB, PMN)                         | PT      | Deputada federal  | 143 901            | Eleita     |
| 2004 | Municipal de Porto Alegre     | Frente Popular (PT, PCdoB, PCB, PL, PSL, PMN, PTN)           | PT      | Vice-prefeita     | 378 099 (2° turno) | Não eleita |
| 2006 | Estadual do Rio Grande do Sul | Frente Popular - A Força do Povo (PT, PCdoB)                 | PT      | Deputada federal  | 110 081            | Eleita     |
| 2008 | Municipal de Porto Alegre     | Frente popular por Porto Alegre (PT, PRB, PSL, PTC)          | PT      | Prefeita          | 327 799 (2° turno) | Não eleita |
| 2010 | Estadual do Rio Grande do Sul | sem coligação proporcional                                   | PT      | Deputada federal  | 143 128            | Eleita     |
| 2014 | Estadual do Rio Grande do Sul | sem coligação proporcional                                   | PT      | Deputada federal  | 127 919            | Eleita     |
| 2018 | Estadual do Rio Grande do Sul | sem coligação proporcional                                   | PT      | Deputada federal  | 97 303             | Eleita     |
| 2022 | Estadual do Rio Grande do Sul | Federação Brasil da Esperança (PT, PCdoB, PV)                | PT      | Deputada federal  | 151 050            | Eleita     |
| 2024 | Municipal de Porto Alegre     | O Povo de Novo na Prefeitura FE Brasil, Fed. PSOL Rede e PSB | PT      | Prefeita          | 254 128 (2° turno) | Não eleita |